# John Toland
John Toland (født 30. november 1670, død 11. marts 1722) var en irsk filosof.
Der vides ikke meget om hans opvækst andet, end at han blev født i Ardagh (Ballyliffin) på halvøen Inishowen i et fortrinsvis katolsk og irsksproget område i County Donegal i det nordvestlige Ulster. Han blev sandsynligvis døbt "Seán Eoghain Ui Thuathalláin", som er oprindelsen til tilnavnet "Janus Junius Toland". 
Efter omkring 16-års alderen at være konverteret til protestantismen fik han et stipendium, der gjorde det muligt for ham at studere teologi på University of Glasgow. Han læste senere også på universiteterne i Edinburgh og Leyden i Holland. Hans første bog Christianity Not Mysterious ("Kristendommen er ikke uudgrundelig", 1696) blev dømt til offentlig afbrænding i Dublin for sine kontroversielle deistiske ideer. Han undslap selv retsforfølgelse ved at rejse til England, hvor han boede resten af sit liv.
1. ↑  Navnet er anført på svensk og stammer fra Wikidata hvor navnet endnu ikke findes på dansk.